# 김주영 (1961년)
김주영(金周暎, 1961년 10월 15일~)은 대한민국의 정치인으로, 제21·22대 국회의원이다.

## 학력
- 함창고등학교
- 서울과학종합대학원대학교 경영학(박사)
- 건국대학교 산업대학원 전기공학과(석사)
- 원광대학교 전기공학과(학사)

## 경력
- 1986년: 한국전력공사 입사
- 2002년 4월~2014년 3월: 전국전력노동조합 의원장
- 2009년 6월~2015년 6월: 사회복지공동모금회 이사
- 2012년 9월~2018년 3월: 전국공공산업노동조합연맹 위원장
- 2017년 1월~2020년 1월: 한국노동조합총연맹 위원장
- 2017년: 제19대 대통령 선거 더불어 민주당 문재인 후보 중앙선거대책위원회 공동선거대책위원장
- 2017년: 일자리 위원회 의원
- 2017년: 저출산고령사회위원회 민간위원
- 2018년: 경제사회노동위원회 근로자의원
- 2019년: 전라북도 명예도민
- 2020년: 제21대 국회의원선거 더불어민주당 공동선거대책위원장
- 2020년 3월~2021년 5월: 더불어민주당 정책의원회 부의장
- 2020년 4월 15일: 대한민국 제21대 국회의원 선거 당선(경기 김포시 갑, 더불어민주당, 초선)
- 2020년 5월~: 더불어민주당 경기도당 김포시 갑 지역위원회 위원장
- 2020년 9월~2021년 5월: 더불어민주당 대외협력위원장
- 2021년 5월~2022년 10월: 더불어민주당 정책위원회 상임부의장
- 2021년 5월~2022년 3월: 더불어민주당 최고위원
- 2024년 4월 10일: 대한민국 제22대 국회의원 선거 당선(경기 김포시 갑, 더불어민주당, 재선)
- 2024년 7월~: 더불어민주당 정책위원회 환경노동 정책조정위원장

### 의정 활동
- 2020년 5월 30일~2024년 5월 29일: 제21대 국회의원(경기 김포시 갑, 더불어민주당, 초선)
  - 2020년 6월~2022년 5월: 제21대 국회 전반기 기획재정위원회 위원
  - 2022년 7월~2024년 5월: 제21대 국회 후반기 기획재정위원회 위원
- 2024년 5월 30일~: 제22대 국회의원(경기 김포시 갑, 더불어민주당, 재선)
  - 2024년 6월~: 제22대 국회 전반기 환경노동위원회 간사

## 수상
- 2004년: 은탑산업훈장
- 2011년: 금탑산업훈장
- 2019년: 제3회 올해의 HeForshe 리더

## 도서
- 2009년: 신의 직장에서 인간으로 살아가기
- 2010년: 전기는 인권이다
- 2015년: 공공기관 경영평가 30년, 회고와 전망(공저)

## 역대 선거 결과
|  | 52.88% |

|  | 54.27% |

## 소속 정당
| 소속 정당 | 소속 정당    | 소속 기간 | 비고      |
| --------- | ------------ | --------- | --------- |
|           | 더불어민주당 | 2017~현재 | 정계 입문 |

## 같이 보기
- 김포시 갑
- 김포시의 국회의원